# Моїсеєва
Моїсе́єва (рос. Моисеева) — присілок у складі Гаринського міського округу Свердловської області.
Населення — 7 осіб (2010, 11 у 2002).
Національний склад населення станом на 2002 рік: росіяни — 100 %.